# La valle della vendetta (film 1944)
La valle della vendetta (Valley of Vengeance) è un film western del 1944 diretto da Sam Newfield.